# Okręg Lublin Batalionów Chłopskich

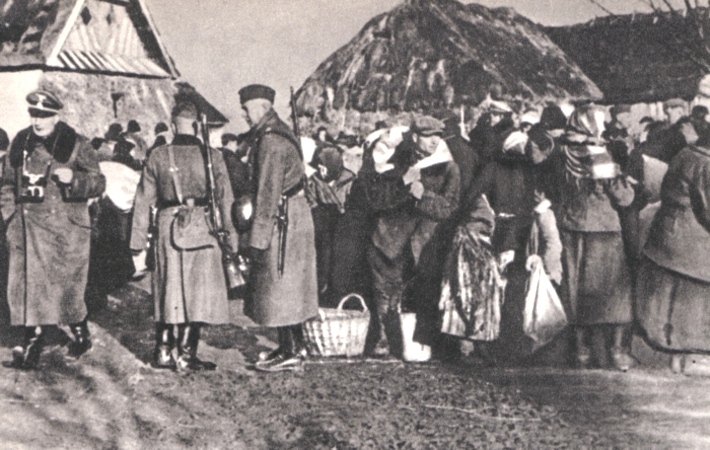
Polscy rolnicy wysiedlani z Zamojszczyzny, zima 1942/1943

IV Lubelski Okręg Batalionów Chłopskich – jeden z okręgów w strukturze organizacyjnej Batalionów Chłopskich. Został utworzony na terytorium województwa lubelskiego.

## Struktura organizacyjna
Na czele okręgu stała jego Komenda Główna. 
- Komendantami głównymi byli kolejno:
  - Stanisław Gryta – pomiędzy grudniem 1940 a majem-czerwcem 1941
  - Tadeusz Szeląg – pomiędzy majem-czerwcem 1941 a sierpniem 1942
  - Jan Gryn – pomiędzy sierpniem 1942 a listopadem 1942
  - Jan Barański – pomiędzy grudniem 1942 a wrześniem 1943
  - Jan Pasiak – pomiędzy wrześniem 1943 a wrześniem 1945
- I zastępcą, szefem sztabu był:
  - Jan Wojtal
- II zastępcami, szefami wyszkolenia bojowego byli kolejno:
  - Stefan Górnisiewicz
  - Stanisław Łapczyński
- Szefem organizacyjnym był:
  - Jan Adach
- Szefami łączności byli:
  - Julian Chabros
  - Tadeusz Jeżyna
- Szefem prasy i wydawnictw był:
  - Józef Nikodem Kłosowski
- Szefem zaopatrzenia był:
  - Franciszek Twardoń
- Szefem opieki i pomocy więźniom był:
  - Stanisław Jędrak
- Komendantem Ludowej Straży Bezpieczeństwa był:
  - Stanisław Świetlik
- Szefem sanitarnym była:
  - Helena Zacharczuk
- W kierownictwie Ludowego Związku Kobiet i Zielonego Krzyża były:
  - Genowefa Osiejowa
  - Maria Jędrzejec
  - Maria Śliwowska

Został podzielony na podokręgi i obwody:
- Podokręg IVa Siedlce - podlaski (utworzony wiosną 1942) (Komendanci: Stefan Skoczylas, Lucjan Koć)
  - 8 Obwód Biała Podlaska (Komendanci: Aleksander Derlukiewicz, Bogdan Wilamowski-Korolewicz, Stanisław Potapczuk)
  - 9 Obwód Siedlce (do 1 stycznia 1943 w Okręgu II Warszawa Województwo) (Komendanci: Franciszek Duczek, Józef Budek, Lucjan Koć)
  - 10 Obwód Łuków (włączony w styczniu 1943) (Komendanci: Wacław Tuwalski, Stefan Kondracki, Tadeusz Kurowski)
  - 11 Obwód Radzyń Podlaski (Komendanci: Stanisław Sulej, Władysław Wyłupek)
  - Obwód Włodawa (włączona w maju 1943) (Komendanci: Kazimierz Sidor, Bolesław Pyszko)
- Podokręg IV b Zamość - zamojski (Komendanci: Jan Gryn, Edward Michoński)
  - 3 Obwód Biłgoraj (Komendanci: Jan Grygiel, Bronisław Mazurek, Antoni Bryła, Stanisław Makiełło)
  - 4 Obwód Tomaszów Lubelski (Komendanci: Władysław Omietański, Franciszek Bartłomowicz)
  - 5 Obwód Hrubieszów (Komendanci: Bronisław Sowiński, Mieczysław Osiej)
  - 14 Obwód Krasnystaw (Komendanci: Paweł Czuba, Jan Wojtal)
  - 15 Obwód Zamość (Komendanci: Jan Gryn, Władysław Wyłupek, Franciszek Madej)
- Podokręg IV c Lublin (pod bezpośrednimi rozkazami komendanta okręgu)
  - 1 Obwód Puławy (Komendanci: Jan Pasiak, Stefan Rodak)
  - 2 Obwód Kraśnik (Komendanci: Bolesław Resztak, Jan Krawczyk)
  - 5 Obwód Chełm (Komendanci: Jan Nowosad, Leon Bornus)
  - 14 Obwód Lubartów (Komendanci: Józef Sidor, Aleksander Fil)
  - 15 Obwód Lublin (Komendanci: Franciszek Sadurski, Adolf Koper, Stanisław Szacoń)

## Ważniejsze akcje i operacje
- Powstanie zamojskie
- Atak na pociąg urlopowy pod Gołębiem
- Wysadzenie pociągu amunicyjnego pod Gołębiem
- Zatopienie statku Tannenberg